# Federacija łehkoji atłetyky Ukrajiny
Ukraińska lekkoatletyczna federacja (ukr. Федерація легкої атлетики України (ФЛАУ) – transkr. pol. Federacija łehkoji atłetyky Ukrajiny)  – ukraińska narodowa federacja lekkoatletyczna, która należy do EA. Siedziba znajduje się w Kijowie.
Federacja powstała w roku 1991 po rozpadzie ZSRR i była przyjęta do IAAF w 1993 roku.
Prezesi:
- 1991-1996: Jurij Mykytowycz Tumasow
- 1996-2012: Wałerij Pyłypowycz Borzow
- od 8.11.2012: Ihor Jewhenijowycz Hocuł